# 山田智子
山田 智子（やまだ ともこ、4月21日 - ）は、日本の女性声優。秋田県出身。

## 略歴
日本ナレーション演技研究所、映像テクノアカデミア声優科プロクラス卒業。
かつては劇団シアター・ウィークエンド、RME（旧：モアナA.V.ファクトリー）、ケンユウオフィスに所属していた。

## 人物
方言は秋田弁、名古屋弁。声種はメゾソプラノ。
特技は猫の鳴き声。
資格はビール造り。

## 出演作品

### テレビアニメ
- 獣の奏者 エリン（サジュの母）
- 彩雲国物語（女官、女店主）

### 吹き替え
- アグリー・ベティ #6
- 穴
- Xファイル
- お買いもの中毒な私!
- 騎馬警官
- 気分はぐるぐる #10
- コールドケース4 #22
- ザ・ソプラノズ 哀愁のマフィア
- ザ・ホワイトハウス
- スイート・ライフ オン・クルーズ（タトワイラー先生）
- デイ・ウォッチ
- 鉄ワン・アンダードッグ
- ドラムライン
- バビロンA.D.
- MAD MAN
- マリー・アントワネットの首飾り
- 4400 未知からの生還者
- ライラにお手あげ
- ラマになった王様2 クロンクのノリノリ大作戦
- リ・ジェネシス3 バイオ犯罪捜査班 #13
- RADIO

### 舞台
- トンネルをぬけて-橋-
- にっぽん音吉物語
- 流・流はじめの一歩 チャップリン物語

### その他
- ディスカバリーサンデー
- 動物警察
- NTTドコモ東北社内研修用VP
- 法務省研修用VP